# Powiatul Starogard Gdański
Powiat starogardzki este o unitate administrativ-teritorială (powiat) din voievodatul Pomerania, în nordul Poloniei. Aceasta a fost înființat pe 1 ianuarie 1999, ca urmare a reformelor guvernamentale poloneze adoptate în 1998. Sediul administrativ este orașul Starogard Gdański, care se află la 45 km sud de capitala regională Gdańsk.
Powiatul se întinde pe o suprafață de 1345,34 km².

## Demografie
La 1 ianuarie 2013 populația powiatului a fost de 127.097 locuitori.
Date referitoare la populație (31 iunie 2011):
|  | Total  | Total | Femei  | Femei | Bărbați | Bărbați                    |
|  | oameni | %     | oameni | %     | oameni  | % Format:Demografia/raport |

### Evoluție
|  | Graficele sunt indisponibile din cauza unor probleme tehnice. Mai multe informații se găsesc la Phabricator și la wiki-ul MediaWiki. |

| Ani  | Populație (de pe 31 decembrie) |
| ---- | ------------------------------ |
| 1999 | 119 357                        |
| 2000 | 119 913                        |
| 2001 | 120 463                        |
| 2002 | 120 757                        |
| 2003 | 120 931                        |
| 2004 | 121 414                        |
| 2005 | 121 878                        |
| 2006 | 122 116                        |
| 2007 | 122 794                        |
| 2008 | 123 586                        |
| 2009 | 124 056                        |
| 2010 | 124 646                        |

## Comune

Comunele powiatului starogardzki

| Stemă                      | Comună                   | Tip     | Suprafață (km²) | Populație (2012) | Reședință           |
|                            | Czarna Woda              | urbană  | 27,73           | 3 303            |                     |
|                            | Skórcz                   | urbană  | 3,63            | 3 605            |                     |
|                            | Starogard Gdański        | urbană  | 25,28           | 48 808           |                     |
|                            | Comuna Skarszewy         | rurbană | 169,58          | 14 658           | Skarszewy           |
|                            | Comuna Bobowo            | rurală  | 51,63           | 3 033            | Bobowo              |
|                            | Comuna Kaliska           | rurală  | 110,58          | 5 283            | Kaliska             |
|                            | Comuna Lubichowo         | rurală  | 160,9           | 6 221            | Lubichowo           |
|                            | Comuna Osieczna          | rurală  | 122,98          | 2 934            | Osieczna            |
|                            | Comuna Osiek             | rurală  | 156,16          | 2 475            | Osiek               |
|                            | Comuna Skórcz            | rurală  | 96,86           | 4 659            | Skórcz *            |
|                            | Comuna Smętowo Graniczne | rurală  | 86,01           | 5 354            | Smętowo Graniczne   |
|                            | Comuna Starogard Gdański | rurală  | 196,21          | 15 338           | Starogard Gdański * |
|                            | Comuna Zblewo            | rurală  | 137,79          | 11 426           | Zblewo              |
| * nu face parte din comună |                          |         |                 |                  |                     |